# László Andor

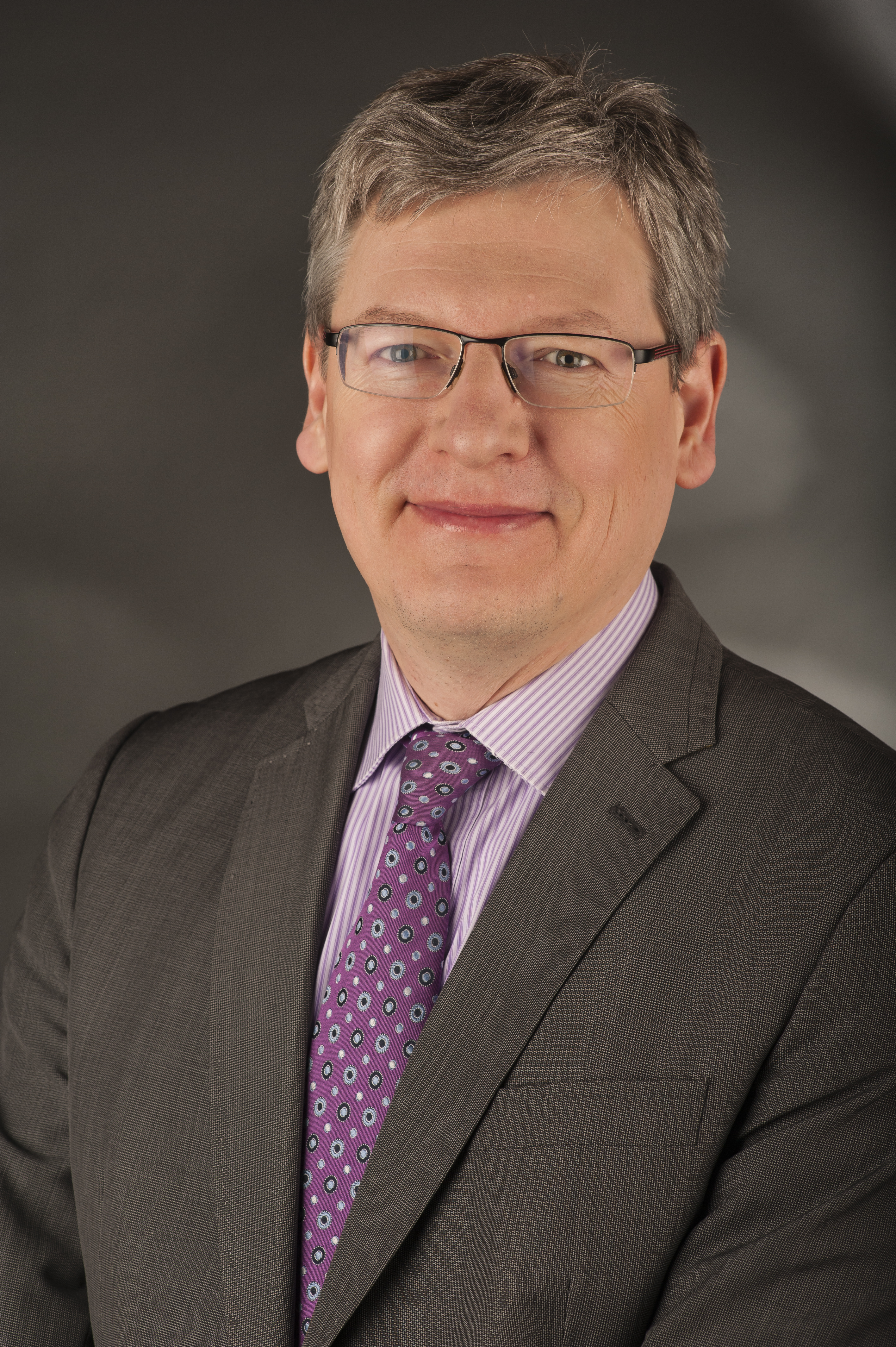
László Andor Straßburg 2014

László Andor [ˈlaːsloː ˈɒndor] (* 3. Juni 1966 in Zalaegerszeg) ist ein ungarischer Ökonom und Politiker der Ungarischen Sozialistischen Partei (MSZP). Er war von 2010 bis 2014 EU-Kommissar für Beschäftigung, Soziales und Integration.

## Leben
Andor studierte an der Karl-Marx-Universität für Wirtschaftswissenschaften (heute Corvinus-Universität) in Budapest. Von dort wurde er an die George Washington University in Washington entsandt. 1993 erlangte er den Master Degree der Universität Manchester. Er ist heute außerordentlicher Professor an der Corvinus-Universität. Er gehört dem Vorstand der Wirtschaftsabteilung der MSZP an.
Von 2005 bis 2010 saß er im Verwaltungsrat der Europäischen Bank für Wiederaufbau und Entwicklung. Andor gehörte auch zum Beraterstab der Regierung unter dem postkommunistischen Ministerpräsidenten Ferenc Gyurcsány (MSZP), der seine Kandidatur für die EU-Kommission unterstützte.
Als EU-Kommissar für Soziales und Beschäftigung forderte Andor 2014 das Lohnniveau in Deutschland zu steigern, da die Arbeitnehmer in den letzten Jahren kaum vom Anstieg der Produktivität profitiert haben. Anfang 2014 stellte Andor eine EU-Richtlinie vor, welche zum Ziel hat, ökologische und vor allem soziale Anforderungen bei öffentlichen Ausschreibungen zu berücksichtigen und dafür einen klaren europarechtlichen Rahmen zu schaffen. In den meisten EU-Mitgliedstaaten wurde oft nur der reine Kostenaspekt berücksichtigt, was oft auch zu Lasten der Arbeitnehmer geschah. Die neue EU-Richtlinie verpflichtet teilweise die öffentlichen Auftraggeber, diesen Aspekt mit einzubeziehen.